# Чемпионат мира по лёгкой атлетике в помещении 2010
XIII Чемпионат мира по лёгкой атлетике в помещении (IAAF) проходил в Дохе (Катар) с 14 по 16 марта 2010 года.

## Общая информация
На заседании совета ИААФ 25 марта 2007 года в Момбасе (Кения) было объявлено, что поступили заявки на проведение чемпионата 2010 года от двух стран — Турция и Катар. На очередном заседании совета, 25 ноября 2007 года в Монако, была выбрана страна организатор — Катар.
Чемпионат мира 2010 года в Катаре стал первым чемпионатом мира по легкой атлетике, проведенным в стране Ближнего Востока, и вторым чемпионатом мира в закрытых помещениях, проведенным за пределами Европы и Северной Америки (после чемпионата 1999 года в Японии).
Ареной для чемпионата стал стадион «Эспайр Доум» в Дохе, построенный в 2005 году и вмещающий 15 тысяч зрителей. Ранее этот стадион принимал Азиатские игры 2006 года и Чемпионат Азии по легкой атлетике в закрытых помещениях 2008 года.
Перед чемпионатом мира, 26 февраля 2010 года на этой же арене были проведены юниорские соревнования с участием легкоатлетов из 11 стран.
На чемпионате в Катаре был установлен новый рекорд по числу участников чемпионатов мира по легкой атлетике в закрытых помещениях. В соревнованиях приняли участие 150 стран, представленные 374 спортсменами-мужчинами и 283 женщинами.
Талисманом турнира стал антропоморфный каракал по имени Сахам.
Была организована официальная аудио- и видеотрансляция соревнований, а также, впервые в истории чемпионатов мира по легкой атлетике, трансляция через интернет.

## Результаты

### Мужчины
2006 | 2008 | 2010 | 2012
| Дисциплина       | Золото                                                                        | Серебро                                                                              | Бронза                                                                                    |
| 60 метров        | Дуэйн Чемберс — 6,48 сек Великобритания                                       | Майк Роджерс — 6,53 сек США                                                          | Дэниэл Бэйли — 6,57 сек Антигуа и Барбуда                                                 |
| 400 метров       | Крис Браун — 45,96 сек Багамы                                                 | Уильям Кольясо — 46,31 сек Куба                                                      | Джамаал Торранс — 46,43 сек США                                                           |
| 800 метров       | Абубакер Каки — 1:46,23 Судан                                                 | Боаз Лаланг — 1:46,39 Кения                                                          | Адам Кщот — 1:46,69 Польша                                                                |
| 1500 метров      | Дерессе Меконнен — 3:41,86 Эфиопия                                            | Абдалаати Игидер — 3:41,96 Марокко                                                   | Харон Кейтани — 3:42,32 Кения                                                             |
| 3000 метров      | Бернард Лагат — 7:37,97 США                                                   | Серхио Санчес — 7:39,54 Испания                                                      | Самми Алекс Мутахи — 7:39,90 Кения                                                        |
| 60 метров с/б    | Дайрон Роблес — 7,34 сек CR Куба                                              | Терренс Трэммелл — 7,36 сек США                                                      | Дэвид Оливер — 7,44 сек США                                                               |
| Эстафета 4×400 м | США — 3:03,40 · Джамаал Торранс · Грег Никсон · Таварис Тейт · Бершон Джексон | Бельгия — 3:06,94 · Седрик ван Брантегем · Кевин Борле · Антуан Жийе · Жонатан Борле | Великобритания — 3:07,52 · Конрад Уильямс · Найджел Левайн · Кристофер Кларк · Ричард Бак |
| Прыжки в высоту  | Иван Ухов — 2,36 м Россия                                                     | Ярослав Рыбаков — 2,31 м Россия                                                      | Дасти Джонас — 2,31 м США                                                                 |
| Прыжки с шестом  | Стивен Хукер — 6,01 м CR Австралия                                            | Мальте Мор — 5,70 м Германия                                                         | Александер Штрауб — 5,65 м Германия                                                       |
| Прыжки в длину   | Фабрис Лапьер — 8,17 м Австралия                                              | Годфри Хотсо Мокоена — 8,08 м ЮАР                                                    | Митчелл Уатт — 8,05 м Австралия                                                           |
| Тройной прыжок   | Тедди Тамго — 17,90 м WR Франция                                              | Йоандри Бетансос — 17,69 м Куба                                                      | Арнье Давид Хиральт — 17,36 м Куба                                                        |
| Толкание ядра    | Кристиан Кантвелл — 21,83 м США                                               | Андрей Михневич — 21,68 м Беларусь                                                   | Ральф Бартельс — 21,44 м Германия                                                         |
| Семиборье        | Брайан Клэй — 6204 очка США                                                   | Трей Харди — 6184 очка США                                                           | Алексей Дроздов — 6141 очков Россия                                                       |

### Женщины
2006 | 2008 | 2010 | 2012 | 2014
| Дисциплина       | Золото                                                                       | Серебро                                                                                    | Бронза                                                                                           |
| 60 метров        | Вероника Кэмпбелл-Браун — 7,00 сек Ямайка                                    | Кармелита Джетер — 7,05 сек США                                                            | Рудди Занг Милама — 7,14 сек Габон                                                               |
| 400 метров       | Дебби Данн — 51,04 сек США                                                   | Татьяна Фирова — 51,13 сек Россия                                                          | Ваня Стамболова — 51,50 сек Болгария                                                             |
| 800 метров       | Мария Савинова — 1:58,26 Россия                                              | Дженнифер Мидоуз — 1:58,43 Великобритания                                                  | Алисия Джонсон — 1:59,60 США                                                                     |
| 1500 метров      | Калькидан Гезань — 4:08,14 Эфиопия                                           | Наталья Родригес — 4:08,30 Испания                                                         | Гелете Бурка — 4:08,39 Эфиопия                                                                   |
| 3000 метров      | Месерет Дефар — 8:51,17 Эфиопия                                              | Вивиан Черуйот — 8:51,84 Кения                                                             | Сентайеху Эджигу — 8:52,08 Эфиопия                                                               |
| 60 метров с/б    | Лоло Джонс — 7,72 сек CR США                                                 | Пердита Фелисьен — 7,86 сек Канада                                                         | Присцилла Лопес-Шлип — 7,87 сек Канада                                                           |
| Эстафета 4×400 м | США — 3:27,34 · Дебби Данн · Диди Троттер · Наташа Хастингс · Эллисон Феликс | Россия — 3:27,44 · Светлана Поспелова · Наталья Назарова · Ксения Вдовина · Татьяна Фирова | Ямайка — 3:28,49 · Бобби-Гэй Уилкинс · Клора Уильямс · Давита Прендергаст · Новлен Уильямс-Миллс |
| Прыжки в высоту  | Бланка Влашич — 2,00 м Хорватия                                              | Рут Бейтиа — 1,98 м Испания                                                                | Шанте Лоу — 1,98 м США                                                                           |
| Прыжки с шестом  | Фабиана Мурер — 4,80 м Бразилия                                              | Светлана Феофанова — 4,80 м Россия                                                         | Анна Роговская — 4,70 м Польша                                                                   |
| Прыжки в длину   | Бриттни Риз — 6,70 м США                                                     | Найде Гомеш — 6,67 м Португалия                                                            | Кейла Коста — 6,63 м Бразилия                                                                    |
| Тройной прыжок   | Ольга Рыпакова — 15,14 м Казахстан                                           | Яргелис Савинье — 14,86 м Куба                                                             | Анна Пятых — 14,64 м Россия                                                                      |
| Толкание ядра    | Надежда Остапчук — 20,85 м CR Беларусь                                       | Валери Вили — 20,49 м Новая Зеландия                                                       | Наталья Михневич — 20,42 м Беларусь                                                              |
| Пятиборье        | Джессика Эннис — 4937 очков CR Великобритания                                | Наталья Добрынская — 4851 очко Украина                                                     | Татьяна Чернова — 4762 очка Россия                                                               |

## Медальный зачёт
(Жирным выделено самое большое количество медалей в своей категории)
| Общее количество медалей | Общее количество медалей        | Общее количество медалей | Общее количество медалей | Общее количество медалей | Общее количество медалей |
| Место                    | Страна                          | Золото                   | Серебро                  | Бронза                   | Всего                    |
| ------------------------ | ------------------------------- | ------------------------ | ------------------------ | ------------------------ | ------------------------ |
| 1                        | США                             | 8                        | 3                        | 6                        | 17                       |
| 2                        | Эфиопия                         | 3                        | 0                        | 2                        | 5                        |
| 3                        | Россия                          | 2                        | 4                        | 3                        | 9                        |
| 4                        | Великобритания                  | 2                        | 1                        | 1                        | 4                        |
| 5                        | Австралия                       | 2                        | 0                        | 1                        | 3                        |
| 6                        | Куба                            | 1                        | 3                        | 1                        | 5                        |
| 7                        | Беларусь                        | 1                        | 1                        | 1                        | 3                        |
| 8                        | Бразилия                        | 1                        | 0                        | 1                        | 2                        |
| 8                        | Ямайка                          | 1                        | 0                        | 1                        | 2                        |
| 10                       | Багамские Острова               | 1                        | 0                        | 0                        | 1                        |
| 10                       | Хорватия                        | 1                        | 0                        | 0                        | 1                        |
| 10                       | Казахстан                       | 1                        | 0                        | 0                        | 1                        |
| 10                       | Франция                         | 1                        | 0                        | 0                        | 1                        |
| 10                       | Судан                           | 1                        | 0                        | 0                        | 1                        |
| 15                       | Испания                         | 0                        | 3                        | 0                        | 3                        |
| 16                       | Кения                           | 0                        | 2                        | 2                        | 4                        |
| 17                       | Германия                        | 0                        | 1                        | 2                        | 3                        |
| 18                       | Канада                          | 0                        | 1                        | 1                        | 2                        |
| 19                       | Бельгия                         | 0                        | 1                        | 0                        | 1                        |
| 19                       | Марокко                         | 0                        | 1                        | 0                        | 1                        |
| 19                       | Новая Зеландия                  | 0                        | 1                        | 0                        | 1                        |
| 19                       | Португалия                      | 0                        | 1                        | 0                        | 1                        |
| 19                       | ЮАР                             | 0                        | 1                        | 0                        | 1                        |
| 19                       | Украина                         | 0                        | 1                        | 0                        | 1                        |
| 19                       | Американские Виргинские острова | 0                        | 1                        | 0                        | 1                        |
| 26                       | Польша                          | 0                        | 0                        | 2                        | 2                        |
| 27                       | Антигуа и Барбуда               | 0                        | 0                        | 1                        | 1                        |
| 27                       | Болгария                        | 0                        | 0                        | 1                        | 1                        |
| Всего                    | Всего                           | 26                       | 26                       | 26                       | 78                       |